# 田一农
田一农（1927年1月21日—2006年11月27日），原名田景波，男，直隶（今河北）唐县人，中华人民共和国政治人物，曾任中华人民共和国财政部副部长、党组副书记，第八届全国政协常务委员。
在TVB劇集《金牙大狀（貳）》裡的失明狀師一角